# Абросово (Псковская область)
Абросово — деревня в Псковском районе Псковской области России. Входит в состав Писковичской волости.
Деревня расположена в 6 км к северо-востоку от центра города Пскова (за Запсковьем) и в 12 км к востоку от волостного центра, деревни Писковичи.

## Население
| 2001 | 2002 | 2010 | 2012 |
| ---- | ---- | ---- | ---- |
| 23   | ↘15  | ↘10  | ↗23  |